# David Blacha
David Blacha (* 22. Oktober 1990 in Wickede, Deutschland) ist ein ehemaliger polnischer Fußballspieler. Er wurde vor allem im rechten offensiven Mittelfeld oder als Rechtsaußen eingesetzt, galt jedoch als Allrounder, der auch schon als Außenverteidiger, Sechser und Stürmer fungierte. Er ist für den Zweitligisten SV Elversberg als Scout tätig.

## Laufbahn

### Im Verein
Blacha spielte für den FC 09 Fröndenberg und wechselte in die Jugendabteilung von Borussia Dortmund. Hier wurde er 2007 mit den B-Junioren und 2009 mit den A-Junioren Deutscher Vizemeister. Zum Eintritt in den Seniorenbereich wechselte er dann ablösefrei zu Rot Weiss Ahlen, für die er am 23. August 2009 am 3. Spieltag der Zweitliga-Saison 2009/10 bei der 0:2-Auswärtsniederlage gegen Rot-Weiß Oberhausen in der 66. Minute eingewechselt wurde und damit sein Profidebüt bestritt. Auch im weiteren Verlauf der Spielzeit, in der die Ahlener als Tabellenletzter in die 3. Liga abstiegen, blieb er Ergänzungsspieler und kam bei all seinen sieben Partien von der Bank ins Spiel. Daneben wurde er immer wieder in der zweiten Mannschaft in der Westfalenliga eingesetzt. Dennoch blieb er bei seinem Verein und unterschrieb nach dem Abstieg einen neuen Einjahresvertrag. In der Saison 2010/11 entwickelte er sich in der Dritten Liga zum Stammspieler.
Zur Saison 2011/12 sollte Blacha eigentlich zum SV Babelsberg 03 wechseln, jedoch löste er den Vertrag nach kurzer Zeit wieder auf. Stattdessen wechselte er zum SV Sandhausen. Dort kam er regelmäßig zum Einsatz und spielte in seiner ersten Saison in 25 Spielen, wenn auch nie über die vollen 90 Minuten. Am Ende der Saison wurde der SVS Drittligameister und stieg in die 2. Bundesliga auf.
Zur Saison 2013/14 schloss er sich dem F.C. Hansa Rostock an. Im Januar 2015 wechselte Blacha zu Hansas Ligakonkurrenten SV Wehen Wiesbaden, wo sein Vertrag im Januar 2017 bis zum Saisonende 2018/19 verlängert wurde. Nachdem er in der Saison 2017/18 nur noch Ergänzungsspieler war, wechselte er im Sommer 2018 zum VfL Osnabrück.
Nach drei Jahren in Osnabrück schloss sich der nun 30-jährige Blacha im Sommer 2021 dem SV Meppen an und unterschrieb beim Drittligisten einen für zwei Jahre gültigen Vertrag.
Nach dem Abstieg aus der 3. Liga mit dem SV Meppen beendete Blacha seine Karriere, er wird künftig für die SV Elversberg als Scout tätig sein.

### In der Nationalmannschaft
Blacha entschied sich früh, für den polnischen Fußballverband aufzulaufen, und so spielte er von der polnischen U-16- bis zur U-21-Nationalmannschaft.

## Sonstiges
Blacha besitzt neben der polnischen auch die deutsche Staatsbürgerschaft.

## Erfolge
- Aufstieg in die 2. Bundesliga mit dem SV Sandhausen 2012 und mit dem VfL Osnabrück 2019
- Hessenpokalsieg mit dem SV Wehen Wiesbaden 2017
- Schütze des Tor des Monats:Oktober 2021